# Le Singe d'argile
Le Singe d'argile — The Stoneware Monkey, dans l'édition originale en anglais — est un roman policier britannique de Richard Austin Freeman publié en 1938. C'est le 19e roman de la série mettant en scène le Dr John Thorndyke.

## Résumé
Un soir, après la visite d’un patient en banlieue de Londres, le jeune docteur Oldfield regagne son domicile à vélo. Sur le chemin du retour, il est témoin d'un cambriolage dont la victime, un artiste, meurt dans ses bras. 
Quand il est enfin de retour chez lui, à Londres, un certain Peter Gannet requiert sa présence à son chevet et, ayant appris la mésaventure du jeune médecin, entend le disculper. Ce que le naïf jeune homme ignore, c’est que le malade n'est pas étranger au crime dont il vient d’être témoin. Heureusement pour Oldfield, le Dr John Thorndyke, son ancien professeur,  se charge bientôt de l’affaire.

### Particularités du roman
Le Singe d'argile contient une piquante satire des milieux de l’art moderne.
Tout comme dans Arsenic, la narration du récit est assurée par le personnage au centre de l'intrigue, ici le jeune Oldfield. Quant au Dr Thorndyke, bien qu'il résolve l'énigme, il n'apparaît qu'au second plan.

## Éditions
Édition originale en anglais
- (en) Richard Austin Freeman, The Stoneware Monkey, Londres, Hodder and Stoughton, 1938.

Éditions françaises
- (fr) Richard Austin Freeman (auteur) et Hélène Jeandidier (traducteur), Le Singe d'argile [« The Stoneware Monkey »], Paris, Nouvelle Revue Critique, coll. « L'Empreinte no 172 », 1939, 256 p. (BNF 32128240)
- (fr) Richard Austin Freeman (auteur) et Hélène Jeandidier (traducteur) (trad. de l'anglais), Le Singe d'argile [« The Stoneware Monkey  »], Paris, Librairie des Champs-Élysées, coll. « Le Masque. Les Maîtres du roman policier no 2421 », 1999, 349 p. (ISBN 2-7024-2941-6, BNF 37035746)

## Référence
- John M. Reilly, Twentieth Century Crime and Mystery Writers, 2e édition, New York,  St. Martin’s Press, 1985.